# Anacentrus
Anacentrus är ett släkte av skalbaggar. Anacentrus ingår i familjen vivlar.

## Dottertaxa tillAnacentrus, i alfabetisk ordning[1]
- Anacentrus angustus
- Anacentrus apertus
- Anacentrus blanditus
- Anacentrus bracatus
- Anacentrus decorus
- Anacentrus denudatus
- Anacentrus deplanatus
- Anacentrus franciscus
- Anacentrus guatemalensis
- Anacentrus limbifer
- Anacentrus minuens
- Anacentrus nasutus
- Anacentrus oblitus
- Anacentrus oklahomae
- Anacentrus ornatus
- Anacentrus ovulatus
- Anacentrus planiusculus
- Anacentrus politus
- Anacentrus punctiger
- Anacentrus seclusus
- Anacentrus subcrenatus
- Anacentrus subtropicus
- Anacentrus tabidus
- Anacentrus validulus
- Anacentrus vicarius